# Desorganización
El término desorganización describe un grupo o comunidad basado en la organización horizontal más que vertical, y generalmente en el poder descentralizado.
El concepto es similar al de las organizaciones de Grassroots. Estos grupos suelen utilizar métodos de guerrilla y marketing viral para propagar ideas más que productos. El esquema mental es contrario al anarquismo, que es típicamente el de antiorganización.
- Datos: Q5804343